# Прыжки с трамплина на зимних Азиатских играх 2017
Прыжки с трамплина на зимних Азиатских играх 2017 — соревнования по прыжкам на лыжах с трамплина, которые прошли в рамках зимних Азиатских игр 2017 года.
Все соревнования прошли в Саппоро, Япония, с 22 по 25 февраля 2017 года на стадионе для прыжков с трамплина «Мияномори» для нормального трамплина и на стадионе для прыжков с трамплина «Окураяма» для большого трамплина.
Всего было разыграно 3 комплектов медалей: в личных соревнованиях на нормальном трамплине, а также на большом трамплине в личном и командном первенствах (все соревнования мужские).

## Медалисты
| Дисциплина                  | Золото                                                  | Серебро                                                                       | Бронза                                                          |
| --------------------------- | ------------------------------------------------------- | ----------------------------------------------------------------------------- | --------------------------------------------------------------- |
| Трамплин К-98               | Юкия Сато Япония                                        | Юкэн Иваса Япония                                                             | Сергей Ткаченко Казахстан                                       |
| Трамплин К-125              | Наоки Накамура Япония                                   | Юкэн Иваса Япония                                                             | Марат Жапаров Казахстан                                         |
| Трамплин К-125 среди команд | Япония Юкэн Иваса Юкия Сато Наоки Накамура Масамицу Ито | Казахстан Сабиржан Муминов Константин Соколенко Марат Жапаров Сергей Ткаченко | Республика Корея Ли Джу Чан Чхве Хын Чхоль Ким Хён Ги Чхве Со У |

## Медальный зачёт
| Место | Страна           | Золото | Серебро | Бронза | Всего |
| ----- | ---------------- | ------ | ------- | ------ | ----- |
| 1     | Япония           | 3      | 2       | 0      | 5     |
| 2     | Казахстан        | 0      | 1       | 2      | 3     |
| 3     | Республика Корея | 0      | 0       | 1      | 1     |
| Всего | Всего            | 3      | 3       | 3      | 9     |